# 耶律察割
耶律察割（？—951年），字欧辛，辽朝宗室，擅長騎射，是契丹太祖耶律阿保機的姪子、明王耶律安端的儿子。也是火神淀之變的主事者。因協助辽世宗耶律兀欲（漢名耶律阮）即位有功而被封為泰宁王，耶律兀欲對他宠信有嘉。後來趁機殺害耶律兀欲後稱帝，但隨即被後來的遼穆宗耶律璟平定，察割也被割肉至死。

## 生平

### 迎立世宗
大同元年四月丁丑（947年5月15日），遼太宗耶律堯骨（漢名耶律德光）北返途中在欒城病逝。北返軍隊擁立太宗的姪子永康王耶律兀欲（遼世宗）即位，與留在上京臨湟府的述律平太后和太宗的弟弟耶律李胡爭奪帝位，察割的父親耶律安端知道此事後想要保持中立的態度觀望，但察割卻對父親說：「皇太弟耶律李胡容易猜忌又苛刻，如果他成為皇帝後，豈能容得下我們！永康王耶律阮性格寬厚，而且和耶律劉哥互相友好，最好前去與他一起謀劃計策。」耶律安端就立即與耶律劉哥密謀歸附耶律兀欲。
同年閨七月（8月中至9月中）兩方達成和議，讓耶律兀欲成為大遼皇帝。大同元年九月丁卯（947年11月1日），耶律兀欲正式即位，改元天祿，大赦，耶律安端被任命為東丹國主，封明王，察割也以功被封為泰寧王。

### 心懷詭計
後來耶律安端擔任西南面大詳穩的時候，察割假裝被父親厭惡，私下遣人向世宗告知此事，世宗就召見了他。到了世宗面前，察割「泣訴不勝哀，」世宗看了很是憐憫，就使他領女石烈軍。察割出入皇帝行宮中，多次受到世宗的恩待。每次世宗出獵時，察割就藉口有手疾，因此不使用弓矢，只拿著煉錘快跑在隊伍旁。每每以家裡的細微雜事告訴世宗，世宗遂認為察割很誠實。
察割覺得和契丹各族屬居住在一起難以得逞他的計劃，因此漸漸地將廬帳遷至世宗的行帳附近。右皮室詳穩耶律屋質發現察割的奸邪之心後，寫了個表列出察割的惡行惡狀，送給世宗。世宗看了以後不信，把表拿給察割看。察割稱耶律屋質忌恨自己，哽咽流涕。世宗說：「我本就知道沒有這一回事，你何至於要哭泣呢！」察割對此事有怨言，耶律屋質就對他說：「你雖然沒有叛逆之心，只因我過度懷疑你，但你還是不要行不義之事比較好。」他日耶律屋質又請世宗處理察割一事，世宗說：「察割拋棄他父親來事奉我，這件事可以證明他對我沒有二心。」耶律屋質卻認為：「察割既然對父親不孝，對於自己的君王又怎麼能夠忠誠呢！」但世宗仍然不採納他的意見。
天祿四年春二月辛未（950年2月22日），察割前去朝見世宗，遂留在世宗旁服侍。

### 弒帝敗亡
天祿五年七月（951年8月初至9月初），世宗前往太液谷，留飲三日，察割謀亂但沒有成功。
同年（遼天祿五年、南唐保大九年、北漢乾祐四年、後周廣順元年）六月辛卯朔（951年7月7日），新成立的後周向北漢發動攻擊，劉崇遣使向遼請援。南唐也因後周的軍事壓力向遼國請援。於是在九月庚申朔（10月4日）時，世宗親自領兵討伐後周。
壬戌（10月6日），軍隊到達歸化州的祥古山。隔天癸亥（10月7日），在行宮祭祀讓國皇帝耶律倍，群臣皆醉。察割於是回去見壽安王耶律璟，邀他一同參與謀逆，耶律璟不從。察割將計謀告訴耶律盆都，耶律盆都參與他的計謀。當天傍晚，兩人共同率兵進入行宮殺掉世宗的生母柔貞皇后及世宗，於是自稱皇帝。百官不服從他的人就逮捕其家屬。到了夜裡，察割查閱內府的物品，見到碼瑙碗，就說：「這個稀世珍寶，今天就是我的了！」拿去在妻子面前誇耀。妻子說：「壽安王（耶律璟）、耶律屋質還在，我們沒有人可以活得下來，這個東西有什麼用！」察割回：「壽安王還年幼，而耶律屋質不過帶著幾個奴僕，明天早上就會來朝見，實在是不值得憂慮。」察割的黨羽也在那時彙報耶律璟和耶律屋質領兵包圍住了察割他們，察割馬上派人將世宗的皇后蕭撒葛只在世宗的靈柩前殺害，隨後倉惶出陣。耶律璟遣人告訴察割：「你們這幫人既然行這等逝殺叛逆之事，接下來還想要幹什麼？」當時就有名夷離堇想要率兵歸順耶律璟，其他人見此，也慢慢地跟隨他。察割見到局勢對自己十分不理想，就綁縛群官的家屬，拿著弓矢威脅道：「頂多將這些人全殺掉而已！」叱令迅速把這些人拉出去處決。當時林牙耶律敵獵也在被綁縛的人之中，遂向察割進言：「如果沒有罷廢之事（委婉的說詞，實際上是殺害），壽安王何以興起？用這個當作藉口，還可以倖免下來。」察割說：「你說的很有道理，那誰來當使者？」耶律敵獵就毛遂自薦，自願與耶律罨撒葛一同前去遊說耶律璟，察割依從他的計劃。耶律璟再復令耶律敵獵誘騙察割，察割就被割肉至死（另作被耶律婁國殺死）。諸子也遭到殺害。

## 評價
- 《遼史》記載察割外表看似恭敬但實際上內心狡詐，人們都認為他個性懦弱。太祖卻認為：「他這個樣子是兇惡頑劣，不是懦弱。」察割的父親耶律安端曾經派遣他向太祖報告事情，太祖對近侍說：「這小子長得像日行千里的駱駝，面目顯現出反叛的跡象，假如我獨自一人居處的話，不要讓他進門。」[16]

## 延伸阅读
[在维基数据编辑]
 《遼史·卷112》，出自脱脱《遼史》